# Хань Гань
Хань Гань (бл. 706–783, латиною Han Gan) — китайський художник 8-го століття нашої ери.

## Історія вивчення
Про художника сивої давнини не може бути достовірних свідоцтв. До того ж, якщо він і справді походив з бідної родини, це цілком логічно. Біднота не цікавила літописців чи історіографів Китаю.
Лише автори трактатів про китайський живопис у 9-му столітті подали напівлегендарні перекази про життя і творчість художника. На щастя, тексти трактатів збереглися.

## Канва біографії

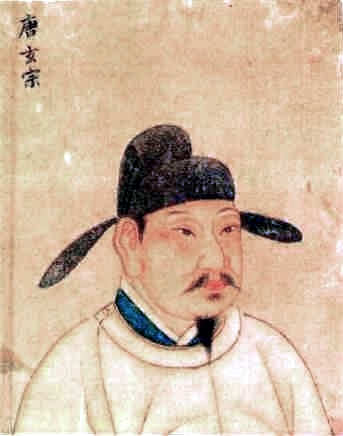
Портрет імператора Сюаньцзуна

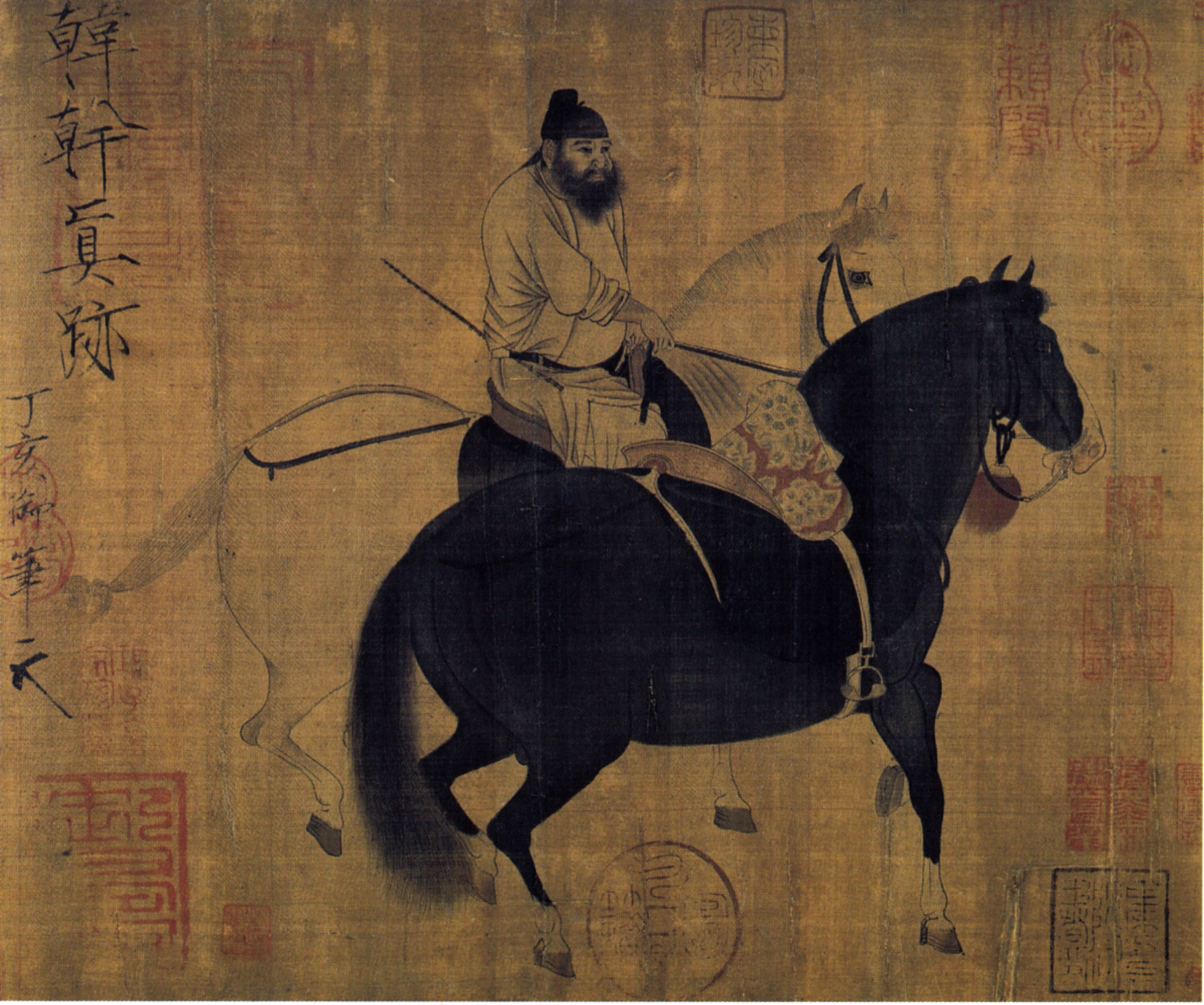
Худ. Хань Гань. Вершник веде чорного коня, Національний палац-музей (Тайбей)

Походить з бідної родини, що мешкала в столиці. Працював в невеличкій їдальні, де був помічений відомим художником на ім'я Ван Вей. Відомий пейзажист, Ван Вей платив за навчання талановитого учня і став, ймовірно, його першим фаховим викладачем і меценатом.
Про художника дізнався імператор Сюаньцзун (712—756) і замовив тому зображення коней в манері придворного живописця Чень Хуна. За переказами, молодий Хань Гань виконав завдання, але створив власні композиції без копіювання вказаних зразків. На аудієнціях художник виказав себе ввічливим і здатним на компліменти, а талановиті роботи сподобались імператору, який і став відтоді його меценатом. Дійшли звістки, що художник робив портрети і релігійні композиції, адже Китай того часу переживав своєрідний будівельний бум. І потреба в архітекторах і художниках-декораторах була великою.
Але художник уславився саме зображенням коней, в яких кохалися представники династії Тан. Коні тоді були персонажами рельєфів імператорських мавзолеїв, сувоїв і навіть портретів. Коней вчили танцювати перед імператором на зразок сучасних циркових вистав, а імператор замовляв придворним художникам портрети улюблених мешканців своїх стаєнь. Придворні коні в військових подіях участі не брали.

### Кінь «Блискавка в ночі»

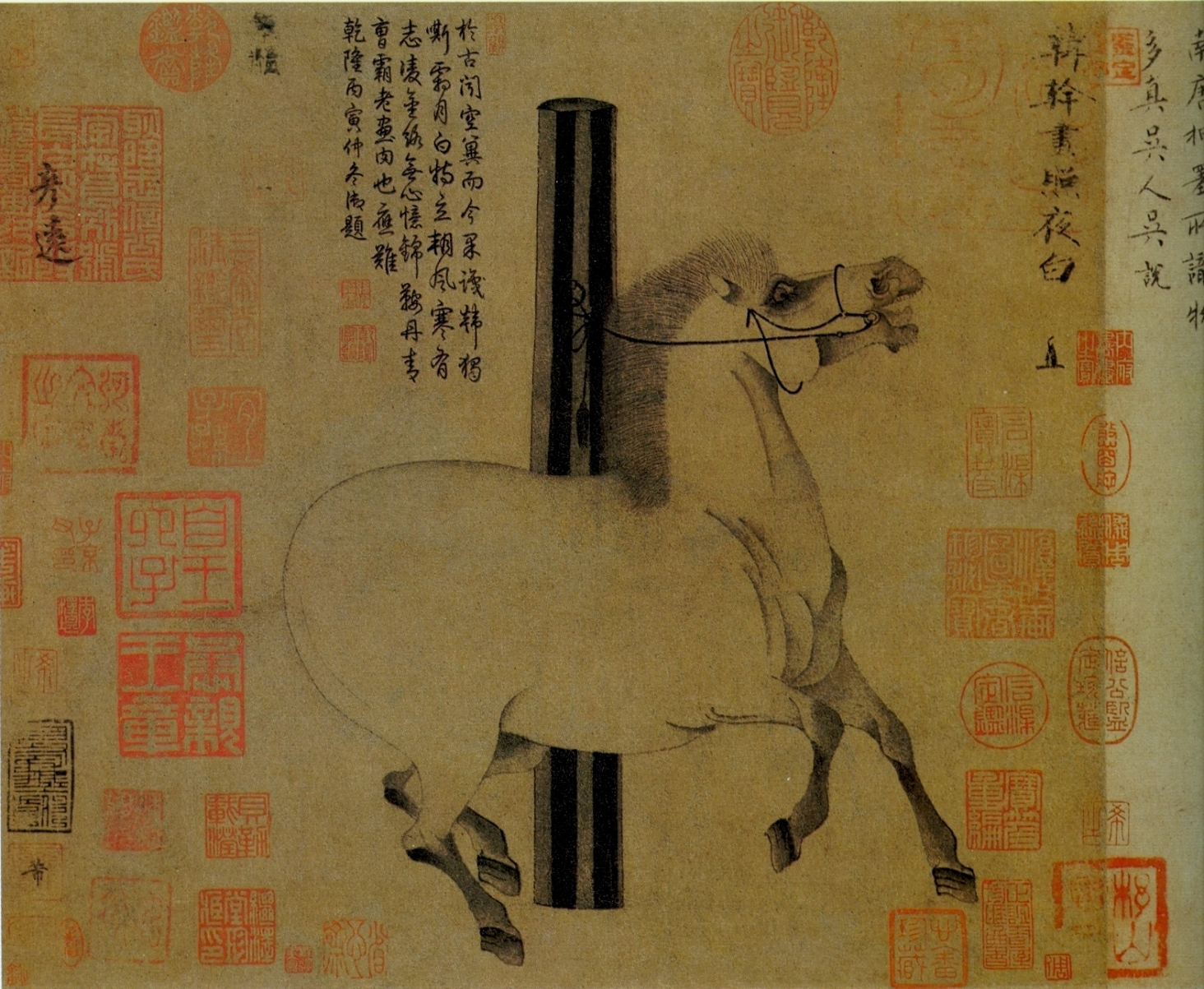
Худ. Хань Гань. Кінь «Блискавка в ночі», Метрополітен-музей

Тендітність носіїв та бурхлива історія Китаю не сприяли збереженню картин Хань Ганя. До оригіналів майстра відносять зображення коня на ім'я «Блискавка в ночі». Майже все тло картини заповнене відбитками печаток колекціонерів, що зберігали це зображення. На картині - кінь-улюбленець імператора Сюаньцзуна. Це була порода коней невеличких на зріст, товстих за стотурою і досить спокійних за характером. Своєрідним винятком якраз і був кінь «Блискавка в ночі», рухливий і темпераментний.
Коні були улюбленою темою художників Китаю, від попередників Хань Ганя (див. наприклад Six Steeds of Zhao Mausoleum) до Сюй Бейхуна.